# 第100爆撃航空団 (ドイツ空軍)
第100爆撃航空団（だい100ばくげきこうくうだん、Kampfgeschwader 100：KG 100）は、第二次世界大戦中のドイツ空軍の中型と大型爆撃機を装備した爆撃部隊である。1943年9月9日にはイタリア海軍の戦艦ローマを撃沈して実戦で滑空誘導爆弾を使用した最初の軍事航空部隊となり、これは誘導式フリッツXを使用しての初めての成功例となった。

## 部隊の歴史

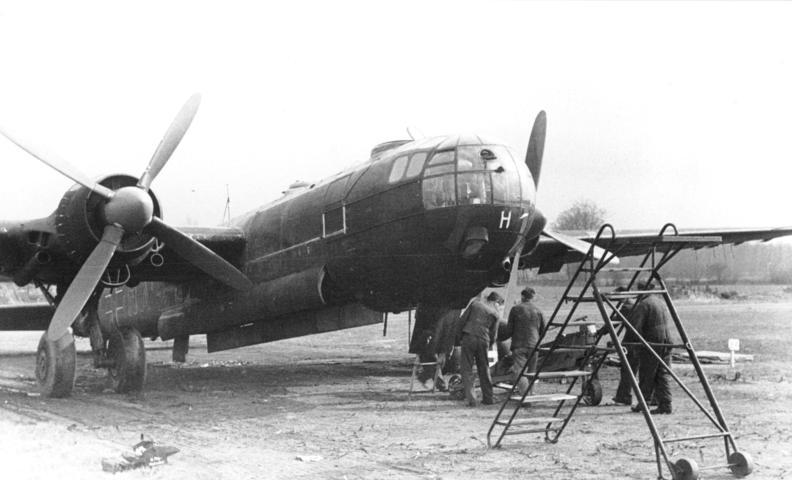
第100爆撃航空団/第2飛行中隊（2./KG 100）所属のハインケル He 177 A-3/R2（1944年3月21日）

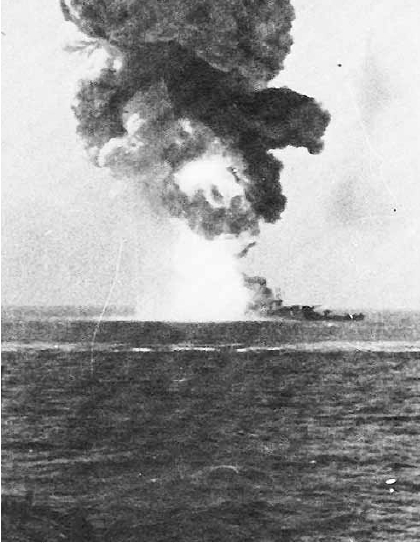
1943年9月9日にKG 100 の攻撃を受けた後に爆発するイタリア海軍の戦艦ローマ

KG 100は、1941年11月29日にフランスのシャルトルで第100爆撃飛行隊を拡大して編成された。当初は2個飛行隊で編成されていたが、後に4個飛行隊となった。
第100爆撃航空団/第I飛行隊（I./KG 100）は、1942年に東部戦線の南部地域に派遣され、1943年も東部戦線南部で活動した。I./KG 100と第4爆撃航空団/第I飛行隊（I./KG 4）が入れ替えられ、新しいI./KG 100は、1943年と1944年には再びイギリス海峡の戦線でイギリスに対する作戦任務に携わった。1944年5月に第I飛行隊はKG 100から引き抜かれ、第1爆撃航空団/第III飛行隊（III./KG 1）となった。
1941年12月に第26爆撃航空団/第III飛行隊（III./KG 26）が第100爆撃航空団/第II飛行隊（II./KG 100）となり、1942年初めから東部戦線中央部で任務に就いた。1942年4月末にギリシャへ移動となり、1943年4月までそこでの任務に就いた。
第100爆撃航空団/第III飛行隊（III./KG 100）は、1942年9月に第126（洋上）偵察飛行隊（Aufklärungsgruppe (See) 126）を基に編成された。1942年から1943年初めにかけてギリシャで任務に就いた。オリジナルの第II飛行隊と第III飛行隊は、ギリシャからドイツ本国へ引き揚げるとそこでゼロから編成し直された。1943年7月にこれらの部隊は地中海戦域に復帰し、1944年9月まで同地域での作戦に従事した。
MCLOSのフリッツX滑空爆弾や同様のヘンシェル Hs 293といった誘導式対艦兵器に特化した部隊となった後、1944年8月20日に解隊となった。

## 航空団司令
- ハインツ・フォン・ホレーベン（Heinz von Holleben）中佐, 1941年11月29日 – 1943年4月22日
- フリッツ・アウフハマー（Fritz Auffhammer）少佐, 1943年5月4日 – 1943年9月10日
- ベルンハルト・ヨーペ中佐, 1943年9月10日 – 1944年8月8日